# Caryedes plagicornis
Caryedes plagicornis là một loài bọ cánh cứng trong họ Bruchidae. Loài này được Jekel miêu tả khoa học năm 1855.